# 查尼·溫賈克
查尼·溫賈克（英語：Chanie Wenjack）是一名奧吉布瓦族男童。
1966年，溫賈克從位於加拿大安大略省肯諾拉的賽西麗雅·傑佛里斯印地安人寄宿學校出逃，意圖回到位於600多公里以外的馬滕瀑布保留地。在到達法雷因地區後，他由於飢寒交迫而死在鐵路邊。溫賈克的死讓加拿大輿論界開始留意印地安人寄宿學校系統對原住民兒童的各種虐待，迫使加拿大聯邦政府進行專門調查。